# Districtul El Attaf
El Attaf este un district din provincia Aïn Defla, Algeria.